# Chester Cheetah: Wild Wild Quest
Chester Cheetah: Wild Wild Quest é um jogo de video-game, dos consoles Super Nintendo e Sega Mega Drive, que tem como personagem o Chester Cheetah.
Ele é uma continuação do jogo Chester Cheetah: Too Cool to Fool